# وزارت اورژانس و مدیریت بلایا (سوریه)
وزارت اورژانس و مدیریت بلایای سوریه (به عربی: وزارة الطوارئ والكوارث السوریة) یک وزارت‌خانه در دولت سوریه است که در ۲۹ مارس ۲۰۲۵ تشکیل شد.

## وزیران
| ردیف | نام         | دوره تصدی   | دوره تصدی  | دوره تصدی |
| ردیف | نام         | آغاز تصدی   | پایان تصدی |           |
| ---- | ----------- | ----------- | ---------- | --------- |
| ۱    | رائد الصالح | ۹ مارس ۲۰۲۵ | اکنون      |           |